# Nederlandse kampioenschappen schaatsen afstanden 2004 - 3000 meter vrouwen
De 3000 meter vrouwen op de Nederlandse kampioenschappen schaatsen afstanden 2004 werd gereden in november 2003, in ijsstadion Thialf te Heerenveen. Er namen achttien schaatssters deel.
Barbara de Loor was titelverdedigster na haar zege tijdens de NK afstanden 2003.

## Statistieken

### Uitslag
| #      | Schaatser              | tijd    |
| ------ | ---------------------- | ------- |
| Goud   | Renate Groenewold      | 4.11,12 |
| Zilver | Gretha Smit            | 4.11,52 |
| Brons  | Barbara de Loor        | 4.15,02 |
| 4      | Helen van Goozen       | 4.15,42 |
| 5      | Marja Vis              | 4.15,83 |
| 6      | Sandra 't Hart         | 4.16,14 |
| 7      | Elma de Vries          | 4.16,57 |
| 8      | Martine Oosting        | 4.17,10 |
| 9      | Wieteke Cramer         | 4.17,11 |
| 10     | Moniek Kleinsman       | 4.18,40 |
| 11     | Annamarie Thomas       | 4.18,76 |
| 12     | Carien Kleibeuker      | 4.19,09 |
| 13     | Jenita Hulzebosch-Smit | 4.19,17 |
| 14     | Mireille Reitsma       | 4.20,05 |
| 15     | Rixt Meijer            | 4.22,79 |
| 16     | Maaike Head            | 4.23,35 |
| 17     | Paulien van Deutekom   | 4.24,89 |
| 18     | Jorien Voorhuis        | 4.27,67 |